# Eurygenius wilati
Eurygenius wilati is een keversoort uit de familie snoerhalskevers (Anthicidae). De wetenschappelijke naam van de soort is voor het eerst geldig gepubliceerd in 1859 door Lacordaire.